# Thập niên 1660
Thập niên 1660 là thập niên diễn ra từ năm 1660 đến 1669.